# Qarchak (shahrestan)
Qarchak (persiska: شهرستان قرچک, Shahrestan-e Qarchak) är en delprovins (shahrestan) i Iran, i provinsen Teheran. Administrativt centrum är staden Qarchak.
Delprovinsen hade 269 138 invånare vid folkräkningen 2016.